# Château de Lenfant
Ne pas confondre avec le Pavillon Lenfant, ni avec l'Hôtel de l'Enfant, tous deux également à Aix
Le château de Lenfant  ou de Lanfant, est un château situé à Aix-en-Provence, dans le quartier de Saint-Hilaire ayant appartenu à la famille Lenfant. 

## Historique
Construit par Joseph Lenfant, conseiller au Parlement d'Aix, fils de Jean-Louis Lanfant, consul d'Aix et acquéreur de l'hôtel de Lenfant à Aix[source insuffisante]. 
Les façades et les toitures font l'objet d’une inscription au titre des monuments historiques depuis 1982; la partie subsistante du jardin ordonnancé et le portail d'entrée font l'objet d’un classement au titre des monuments historiques depuis 1982. Depuis 2021, l'ensemble formé par le domaine du château est inscrit, toujours au titre des monuments historiques, depuis 2021: les caves, les communs, l'ancienne chapelle, l'ancienne allée avec son double alignement de platanes, le parc , le pigeonnier, l'ancien potager, le mur aqueduc avec son dispositif hydraulique, le cabinet de verdure dit "jardin de fraîcheur".